# 20893 Розімакклоскі
20893 Розімакклоскі (20893 Rosymccloskey) — астероїд головного поясу, відкритий 20 листопада 2000 року.
Тіссеранів параметр щодо Юпітера — 3,599.